# Ömnögobi járás
Ömnögobi járás (mongol nyelven: Өмнөговь сум) Mongólia Uvsz tartományának egyik járása. Területe 3200 km². Népessége kb. 5100 fő.
Székhelye Namir (Намир), mely 130 km-re délre fekszik Ulángom tartományi székhelytől.